# All Men Are Mortal
All Men Are Mortal (Brasil: Amor Imortal ) é um filme britânico-franco-neerlandês de 1995, dirigido por Ate de Jong.

## Elenco
- Irène Jacob ... Regina
- Stephen Rea ... Fosca
- Marianne Sägebrecht ... Annie
- Colin Salmon ... Chas
- Maggie O'Neill ... Florence
- John Nettles ... Sanier
- Steve Nicolson ... Laforet
- Jango Edwards ... Adelson
- Derek de Lint ... Bertus
- Chiara Mastroianni ... Françoise
- David Healy ... produtor de cinema
- Michael Gaunt ... prefeito de Ruão
- George Raistrick ... chefe de polícia
- Jane Wymark ... ator (Gertrude)
- Terence McGinity ... ator (Claudius)
- Ewan Bailey ... Marcellus
- Eryk Sobesto ... ator (Horatio)
- Fons Elders ... existencialista
- Gaia Elders ... existencialista
- Marlene Sidaway ... camareira
- Miranda Forbes ... freira
- Roger Monk ... apresentador
- Ákos Sinkó ... Jean Louis
- Flóra Kádár ... idosa
- Peter Gyón ... rapaz
- Endre Párkányi ... estagiário
- Áron Öze ... rapaz que aplaude
- Kitty Kéri ... enfermeira bonita
- András Várkonyi ... funcionário público
- Gyongyi Horváth